# Facultas
Facultas ist ein österreichischer Fachbuchverlag und Buchhandelskette. Die aus der Fusion zweier 1976 gegründeten Kopierläden entstandene Aktiengesellschaft ist mit rund 30 Millionen Euro Umsatz der viertgrößte Buchhändler Österreichs. 2013 waren mehr als 100 Mitarbeiter angestellt. Die Gesellschaft ist spezialisiert auf Fachliteratur und befindet sich zu je 50 Prozent im Eigentum der ÖH an der Universität Wien und der Wirtschaftsuniversität Wien.

## Geschichte
1976 wurden an der Universität Wien und an der Wirtschaftsuniversität Wien durch die jeweilige Hochschülerschaft Unternehmen zum Betrieb eines Copyshops gegründet. In den 1990er Jahren wurden nach Misswirtschaft durch Vertreter der Hochschülerschaft der Wiener Universitätsverlag (WUV) und die Servicebetriebe der WU Wien als GmbH gegründet. 2001 fusionierten die beiden Gesellschaften zur Facultas Verlags- und Buchhandels AG an denen die beiden Hochschülerschaften jeweils 50 Prozent halten. Als Geschäftsführer wurde Thomas Stauffer eingesetzt, der diese Position 2015 an Rüdiger Salat übergab.
Bereits seit 1999 war der Wiener Universitätsverlag Gesellschafter der UTB Unitaschenbücher GesmbH. Nach der Gründung der Facultas AG wurden weitere Beteiligungen erworben. So etwa 2001 die Mehrheitsbeteiligung an der Facultas Dombuchhandels GmbH. 2005 und 2006 folgte der Kauf der medizinischen Versandbuchhandlung Oscar Rothacker VerlagsbuchhandlunggmbH & Co KG (2008 fusioniert), der Universitätsbuchhandlung und des Verlages Wilhelm Maudrich GmbH & Co KG sowie die Verschmelzung mit dem Traditionsunternehmens Urban & Schwarzenberg GmbH. 2013 wurde die Management Book Service Buchvertriebs-GmbH erworben.
Im Jahr 2011 wurden fast 900.000 Euro Gewinn erwirtschaftet. Seit 2009 wird an die beiden Hochschülerschaften ein Teil des Gewinns ausgeschüttet.

## Sonstiges
1985 wurde durch den Senat der Universität Wien der Titel „Universitätsverlag“ verliehen.